# E 669.1型电力机车
E 669.1型电力机车是捷克斯洛伐克国家铁路（ČSD）的电力机车车型之一，由斯柯达公司于1960年代初设计制造，是在E 669.0型电力机车基础上改进而成的六轴货运机车，适用于供电制式为3千伏直流电的电气化铁路。1988年，捷克斯洛伐克根据国际铁路联盟的建议对国内机车型号进行重新编制，E 669.1型电力机车改称181型电力机车。

## 发展历史

### 研制

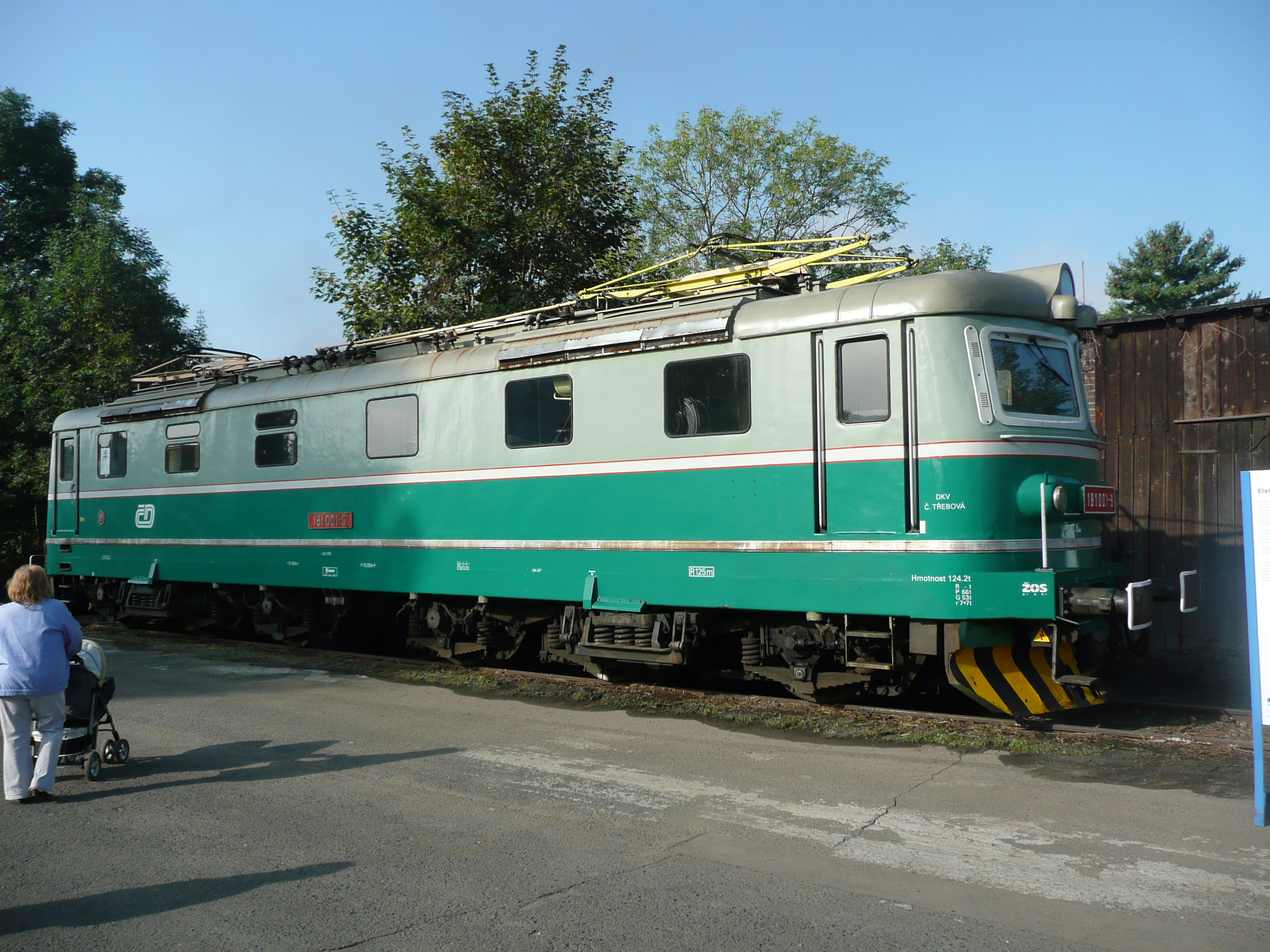
获得保存展示的001号机车

为了满足捷克斯洛伐克国铁的重载货运需要，斯柯达公司在E 699.0型电力机车基础上，于1961年研制了E 669.1型电力机车。与E 699.0型机车相比，E 669.1型机车降低了牵引电动机输出功率，并修改了传动齿轮比，最高运行速度为90公里/小时。其中，首批80台机车的牵引电机额定功率为435千瓦，机车持续功率为2610千瓦；后期70台机车的牵引电机输出功率略有提高，机车持续功率为2790千瓦。机车采用直流牵引电动机，对牵引电机采用串—并联换接、增减串联电阻进行调速，共有42个运行级位。机车走行部为两台三轴转向架，转向架具有中央支承，一系悬挂装置由均衡梁和钢弹簧组成，二系悬挂装置由中央支承和二系弹簧旁承组成，二系弹簧旁承早期采用钢板弹簧，后期改用螺旋圆弹簧。牵引电动机采用抱轴半悬挂安装方式，通过双边斜齿轮传动。每台转向架的中间轴轮对具有10毫米的横动量，而两台转向架之间并设有联接装置，以便通过小半径曲线。
1963年，斯柯达公司停产E 669.1型电力机车，开始生产经过改进的E 669.2型电力机车。

### 运用
首批80台E 669.1型电力机车主要配属于斯洛伐克地区的科希策、斯皮什新村和吉里纳机务段，而第二批70台机车主要配属于捷克地区的机务段。实际运用经验显示，E 669.1型电力机车具有设计简单和操作可靠的优点；然而，其主要缺点是三轴转向架，尽管转向架设有横动装置和联接装置，但通过小半径曲线时仍然会造成较大的轮缘磨耗。1977年起，随着新型的E 479.0（130）、E 499.3（163）型电力机车陆续交付使用，E 669.1型电力机车开始退居二线。
1988年，捷克斯洛伐克根据国际铁路联盟的建议对国内机车型号进行重新编制，E 669.1型电力机车改称181型电力机车。1993年1月，捷克斯洛伐克联邦解体，各地的181型电力机车也分别被后继的捷克国铁（ČD）和斯洛伐克国铁（ŽSR）接收。数年以后，斯洛伐克国铁的大部分181、182型电力机车均被转移到捷克的捷克特热博瓦机务段，高峰时期该机务段曾拥有128台181型电力机车，主要担当贝奈斯、贝劳恩、布拉格、斯塔雷梅斯托和普热罗夫之间的货运牵引任务。至1990年代末，捷克国铁和斯洛伐克国铁已基本停止使用181型电力机车，部分机车后来被转售或出租给一些民营铁路货运公司使用。

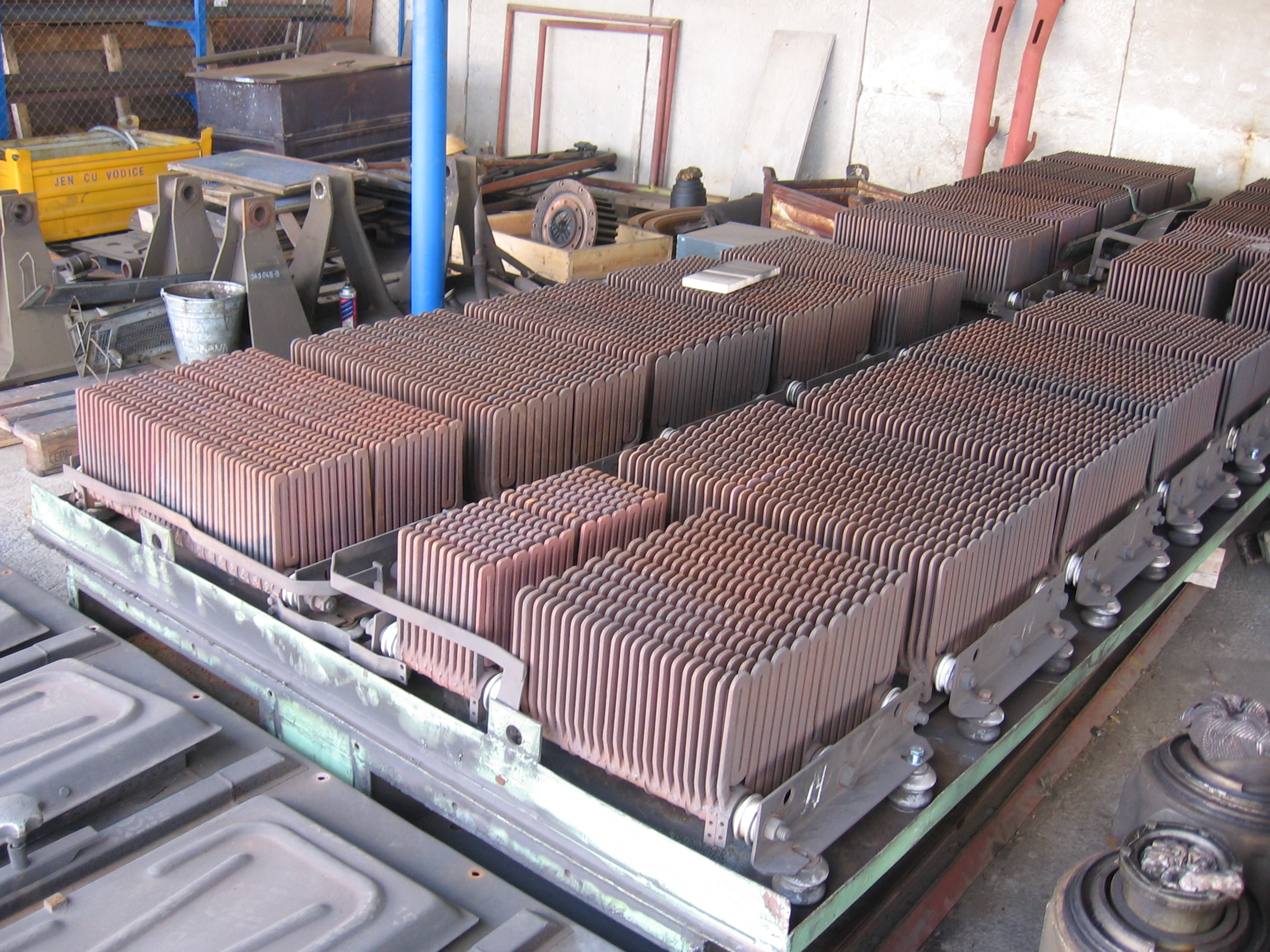
调压电阻装置
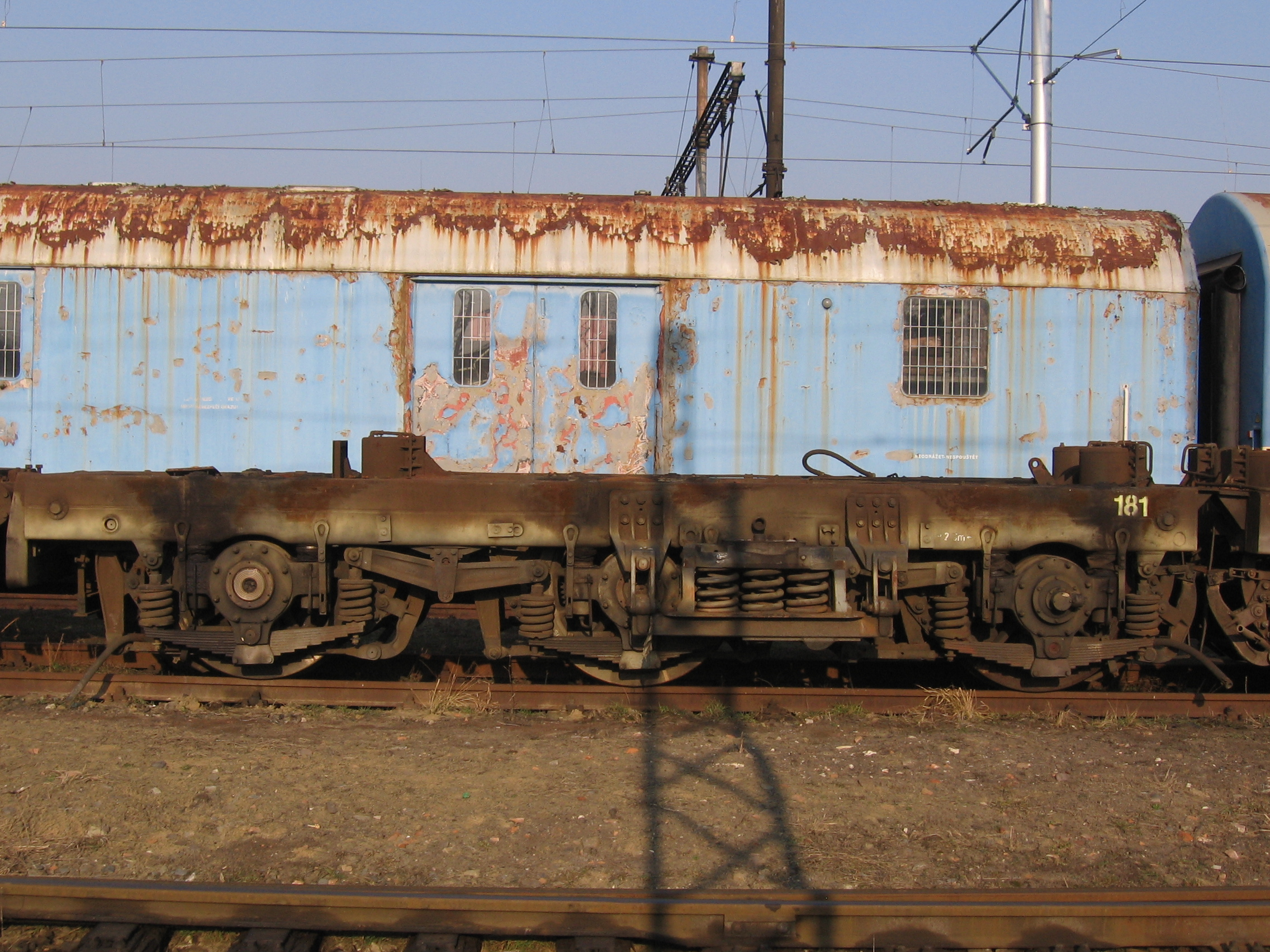
三轴转向架
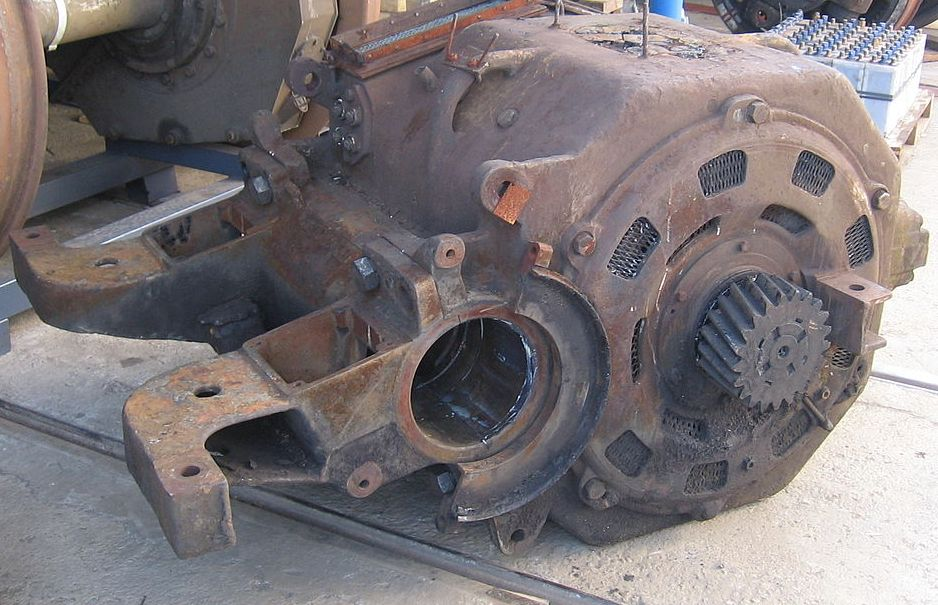
牵引电动机
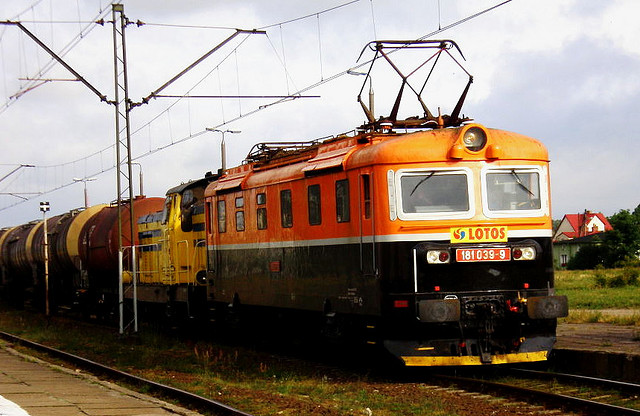
波兰LOTOS公司的181型电力机车